# Neocrepidodera obirensis
Neocrepidodera obirensis là một loài bọ cánh cứng trong họ Chrysomelidae. Loài này được Ganglbauer miêu tả khoa học năm 1897.